# Volcano: fuego en la montaña
Volcano: Fuego en la montaña (título original: Volcano: Fire on the Mountain) es un telefilme de 1997 dirigido por Graeme Campbell y protagonizado por Dan Cortese, Cynthia Gibb, Don S. Davis. Se estrenó el 23 de febrero de 1997.

## Argumento
Peter Slater es un joven y prometedor científico. Como tal trabaja en el Instituto de Geología de California. Un día se alarma mucho al registrar una serie de movimientos sísmicos en la estación de esquí de Angel Lake y por ello empieza a investigarlo profundamente. Finalmente no tarda en llegar a la conclusión de que el volcán, sobre el que la estación de esquí fue construida y que hasta ahora estaba inactivo, está a punto de despertarse.
Peter entonces tratará de hacer todo lo posible por alertar a la población en el lugar y salvar al máximo número de personas. Sin emabrgo en tener que luchar contra la fuerza destructiva de la salvaje naturaleza no será nada fácil.

## Reparto
| Actor            | Personaje        |
| ---------------- | ---------------- |
| Dan Cortese      | Peter Slater     |
| Cynthia Gibb     | Kelly Adams      |
| Don S. Davis     | Alcalde Bob Hart |
| Lynda Boyd       | Maureen Cobern   |
| Colin Cunningham | Stan Sinclair    |
| Micah Gardener   | Jason Cobern     |
| John Novak       | Corben           |
| Kendall Cross    | Beth Adams       |
| Brian Kerwin     | Buck Adams       |
| William deVry    | David            |

## Recepción
La película tuvo un claro éxito de audiencia durante su estreno aunque también recibió duras críticas por parte de los científicos.
Hoy en día la película ha sido valorada en diferentes portales cinematográficos. En IMDb, por ejemplo, con 833 votos registrados, el filme obtiene una media ponderada de 4,6 sobre 10. En cuanto a Rotten Tomatoes, los más de 100 votos registrados en ese portal le dieron una valoración media de 2,7 de 5. También cabe destacar, que en La Vanguardia el 56 % de los usuarios registrados en ese periódico le dan al largometraje una valoración positiva.